# Lagarto EC
Lagarto EC was een Braziliaanse voetbalclub uit Lagarto in de staat Sergipe. 

## Geschiedenis
De club werd in 1972 en 1975 vicekampioen van het Campeonato Sergipano. In 1988 kwalificeerde de club zich voor de Série C en versloeg daar eerst Atlético de Alagoinhas en werd in de tweede fase groepswinnaar. In de derde fase werd de club laatste. Het volgende seizoen nam de club dan deel aan de Série B en werd daar laatste in de eerste groepsfase. In 1990 speelden ze opnieuw in de Série C en werden ook nu laatste in de groepsfase. Begin jaren negentig verdween de club. 